# Gustav Hempel (Forstwissenschaftler)
Ernst Gustav Hempel (* 20. August 1842 in Leipzig; † 29. Juni 1904 in Putzmannsdorf) war ein deutsch-österreichischer Forstwissenschaftler.

## Leben

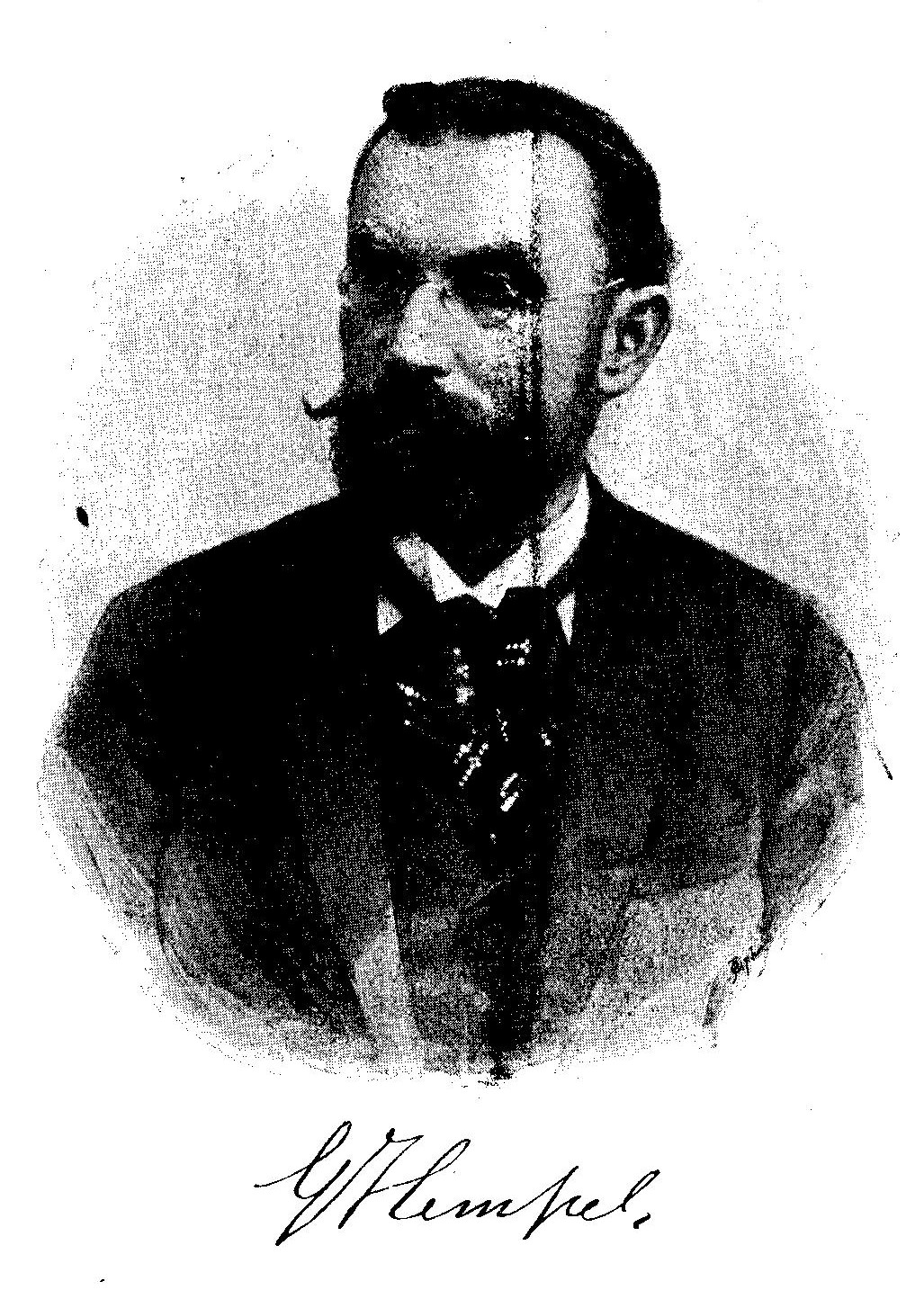
Ernst Gustav Hempel (Porträt mit Signatur)

Gustav Hempel studierte an der Bergakademie Freiberg, der Forstakademie Tharandt und am Forstinstitut der Universität Gießen. In Freiberg wurde er 1861 Mitglied des Corps Saxo-Borussia. 1872 erhielt er eine Dozentur am Francisco Josephinum in Mödling. 1875 wurde er zum außerordentlichen Professor und 1880 zum ordentlichen Professor an die Hochschule für Bodenkultur (BOKU) in Wien berufen. In den akademischen Jahren 1885/1886 und 1894/1895 war er Rektor der Hochschule.
Hempel gehörte zu den führenden Forstwissenschaftlern seiner Zeit. Den Lehrbetrieb bereicherte er durch Einrichtung von Sammlungen und Laboratorien. Er errichtete den Versuchs- und Demonstrationsgarten am Wolfersberg bei Hütteldorf. Dieser diente als Übungswald und Lehrforst, für Saat- und Pflanzenversuche sowie zum Anbau ausländischer Holzarten.
Er war zusammen mit Robert Micklitz von 1879 bis 1895 Redaktor des von ihm begründeten Zentralblatts für das gesamte Forstwesen, von 1883 bis 1895 der Österreichischen Forstzeitung und von 1882 bis 1904 des Taschenkalenders für den Forstwirt.
Gustav Hempel starb am 29. Juni 1904 in Putzmannsdorf bei Pottschach und wurde am 2. Juli 1904 auf dem Friedhof in Oberdöbling beigesetzt.
Am 5. Dezember 1904 fand im Festsaal der Hochschule für Bodenkultur eine Gedenkfeier für Gustav Hempel statt, bei der Adolf von Guttenberg die Gedenkrede hielt.
Hempel war mit Elisabeth Hempel geb. Kopp (* um 1847; † 9. September 1904) verheiratet. Seine Ehefrau wurde am 11. September 1904 auf dem 
Oberdöblinger Friedhof neben ihm bestattet.

## Ehrungen
1880 wurde Gustav Hempel zum Hofrat ernannt.
Gustav Hempel war Ritter des Ordens der Eisernen Krone III. Klasse.
Nach Hempel ist das Gustav Hempel-Haus der BOKU benannt.

## Schriften
- Die Bäume und Sträucher des Waldes in botanischer und forstwirthschaftlicher Beziehung, 3 Bände, 1889–1899 (zusammen mit Karl Wilhelm)
- Laubhölzer
- Die Entwicklung des Waldbaus, in: Österreichisches Forstwesen 1848–1888. Denkschrift, 1890
- Das Forstculturwesen in: Geschichte der österreichischen Land- und Forstwirtschaft und ihrer Industrie 1848–98, Band 4, 1901, S. 70–87
- Die Ästung des Laubholzes, insbesondere der Eiche in: Mitteilungen aus dem forstlichen Versuchswesen Österreichs, Band 18, 1895